# Hafei Zhongyi
A Hafei Zhongyi é uma microvan produzida pela empresa chinesa Hafei e desenvolvida na parceria com Pininfarina. O Zhongyi é vendido no Brasil e no Uruguai com motores Effa. Foi apresentado em Beijing na mostra de 1999. Em dezembro de 2007, a Zhongyi foi lançada no Chile junto com o Ruiyi e o Lobo.